# ناهید ننشی
ناهید کوربان ننشی (در انگلیسی: Naheed Nenshi) (زادهٔ ۱ فوریه ۱۹۷۲ در تورنتو، کانادا) سیاستمدار کانادایی، سی و ششمین شهردار و شهردار کنونی شهر کلگری استان آلبرتا کانادا است. او از والدینی جنوب آسیایی اهل تانزانیا در کانادا زاده شد.
ناهید ننشی در سال ۲۰۱۴ موفق به کسب جایزه بهترین شهردار جهان شد.